# Château-Renault
Château-Renault é uma comuna francesa na região administrativa do Centro, no departamento Indre-et-Loire. Estende-se por uma área de 3,51 km². Em 2010 a comuna tinha 5 023 habitantes (densidade: 1 431,1 hab./km²).649 hab/km².